# Francesca de Salern
|  | No s'ha de confondre amb Francesca Romana. |

Francesca de Salern, també coneguda com a Francesca Romana o simplement Francesca, (Salern, Itàlia, fl. 1320 - ?) fou una cirurgiana italiana.
Obtingué el doctorat en cirurgia el 1321 a l'escola mèdica de Salern, que era un lloc de formació per a moltes físiques femenines al segle xiv i que havia acceptat dones des dels seus inicis. El llenguatge emprat en la titulació de Francesca revela una de les raons d'aquesta política il·lustrada: "Considerant que les lleis permeten a les dones practicar la medicina, i que, des del punt de vista de la bona moral, les dones s'adapten millor al tractament del seu propi sexe, nosaltres, després d'haver rebut el jurament de la fidelitat, permetem a l'esmentada Francesca practicar aquest art de curació".